# Kara Karajev
Kara Karajev, ázerbájdžánsky Qara Qarayev, (5. února 1918, Baku, Ázerbájdžán – 13. května 1982, Moskva) byl sovětský hudební skladatel a pedagog ázerbájdžánského původu.

## Životopis
Narodil jako syn lékaře v Baku, jeho matka se velmi zajímala o hudbu. Studoval v letech 1935-1938 u Uzeira Hadžibekova a Leonida Rudolfa na konzervatoři v Baku a poté na Moskevské konzervatoři u Dmitrije Šostakoviče. V roce 1938 mělo jeho první velké dílo Píseň srdce, zhudebněná báseň Rəsula Rzi, premiéru v moskevském Velkém divadle. Roku 1941 se Karejev stal vedoucím filharmonie v Baku. Od roku 1949 do roku 1953 byl ředitelem městské konzervatoře, na které působil jako profesor od roku 1959. Mezi jeho žáky byla řada později úspěšných skladatelů. Jeho syn Fərəc Karajev je také skladatelem.
Po smrti byl převezen do Baku a pochován v Aleji čestných zesnulých.

## Dílo (výběr)
opery
- Domov
- Něžnost

balety
- Sedm krasavic, 1953
- Cestou hromu

ostatní
- Vznětlivý Gaskoněc, muzikál